# Dominique Chevallier
 (octobre 2024).
Pour les articles homonymes, voir Chevallier.
Dominique Chevallier, né le 19 août 1928 à Paris et mort le 12 mai 2008 dans la même ville, est un historien, universitaire et chercheur français spécialiste du monde arabe.

## Biographie
Dominique Olivier Chevallier est né le 19 août 1928, rue de Chateaubriand, à Paris. Fils d'un père hématologue, professeur à la Faculté de Médecine, et d'une mère médecin, il a reçu une éducation libérale durant son enfance et son adolescence. Il a appris les bonnes manières; il a beaucoup lu, commencé à écrire et pratiqué des arts manuels. Cette formation l'a sans doute préparé à respecter toutes les expressions culturelles et à prêter une attention particulière à l'évolution de l'humanité par la variété de ses industries et de ses imaginaires métaphysiques.
La découverte de l'être, des sociétés et de l'esprit l'attira vers l'histoire qu'il étudia de façon très classique, sinon toujours conventionnelle, à la Sorbonne. Au-delà de la défaite de 1940, de ses soumissions, de ses lâchetés et de ses misères, la Libération lui avait fait vivre la révolte d'une France qui voulait retrouver ses valeurs humanistes par le renouveau créateur. Certaines doctrines sociales séduisaient, mais aboutissaient déjà à des écrasements. Ses amis, Denis Richet, François Furet, Mona Ozouf, ébauchaient une interrogation critique sur le sens et les moyens de la Révolution. Dans une conjoncture où les pouvoirs impériaux avaient suscité chez les peuples dominés la croissance démographique, les dynamismes mentaux, et par conséquent la conscience d'eux-mêmes et le besoin de l'assumer dans la modernité, Dominique Chevallier éprouva la nécessité de connaître une autre civilisation que la sienne, de la vivre « de l'intérieur» comme le lui enseigna Louis Massignon. Il partit.

### Carrière dans le monde arabe
En 1955, il retrouva au Caire Jacques Berque auquel Fernand Braudel l'avait présenté avant son départ. L'année suivante, Berque le fit venir au Centre d'étude pratique de l'arabe moderne qu'il dirigeait à Bikfaya, dans la montagne libanaise. Ce fut de ces hauteurs du Matn que Dominique Chevallier observa la crise et la guerre de Suez en 1956. Beyrouth s'offrait en même temps comme un miroir de toutes les tensions confessionnelles, communautaires et politiques du Proche-Orient. Les expériences qu'il acquit au Liban le marquèrent profondément. Il en fit le sujet de sa thèse de doctorat d'État sous la direction de Pierre Renouvin, car il voulut y confronter la véritable nature des relations internationales aux réalités identitaires que les civilisations avaient accumulées au cours des siècles, voire au cours des millénaires. Nommé pensionnaire scientifique à l'Institut Français d'Archéologie de Beyrouth en 1957, il eut sur ces thèmes d'inoubliables entretiens avec Henri Seyrig, savant d'une exceptionnelle envergure d'esprit.
De 1957 à 1964, il donna également les cours d'histoire moderne et contemporaine pour la licence d'Histoire, à l'École supérieure des lettres de Beyrouth. Les débats au sein de la société libanaise, accueillante à tous les réfugiés politiques de la région, lui révélaient les enjeux de l'Orient arabe dans son ensemble, les caractères originaux de ses structures familiales et tribales, la puissance transcendantale de ses monismes religieux. Nommé en 1958 pensionnaire scientifique à l'Institut français de Damas (replié à Beyrouth de 1956 à 1960), il fut le témoin direct des espoirs et des enthousiasmes provoqués par le nationalisme arabe, alors incarné par Gamal Abd al-Nasser. Il compara les mots des appels unitaires arabes à ceux de la umma idéale de l'islam, mais aussi à ceux par lesquels s'affirmaient des personnalités régionales ou communautaires.
Au cours d'un séjour qu'il fit au Caire au printemps de 1960, Taha Hussein l'initia à la profondeur de l'humanisme musulman, tout en le mettant en garde contre les manipulations de l'écrit et de la parole dans les régimes autoritaires. Outre les pays arabes, la Jordanie notamment dont la souveraineté s'étendait à cette époque sur Jéricho, Bethléem, Hébron et la vieille ville de Jérusalem, il voyagea en Turquie et en Iran ; il nota les rapports sociaux, artistiques, économiques et spirituels dans cette aire marquée par les traditions persanes, l'hellénisme et l'islam.
Sur proposition des professeurs de la faculté des lettres de Paris, Dominique Chevallier fut nommé maître de conférences à la faculté des lettres et des sciences humaines de Tunis en 1964. Bourguiba entretenait des relations chaleureuses, parfois coléreuses, avec la communauté universitaire. Pensant souvent en français, mû par sa culture arabe et musulmane, jaloux de l'indépendance de l'État dont il était devenu « le Combattant suprême », n'oubliant pas le passé ottoman et l'apport français mais glorifiant l'antiquité punique et numide, le Président de la République tunisienne gonflait son apogée. Dominique Chevallier s'installa avec les siens à Carthage où Charles-André Julien vint lui rendre visite à chacun de ses passages en Tunisie.
L'atmosphère tunisienne d'alors exprimait bien des ambiguïtés de la période post-coloniale. À l'Université par exemple, ce que réalisaient des professeurs français devait toujours apparaître comme une initiative des seules autorités tunisiennes. Leur fallait-il par là, sous le drapeau déployé de l'indépendance, cacher une quelconque dépendance? Leur fallait-il dissimuler que « l'Occident », ce premier monde, conservait le pouvoir scientifique et technique de créer, et donc d'indiquer au tiers-monde les voies de son destin? En tout cas, ces questions éclairaient les pratiques qui devinrent souvent celles de la coopération culturelle, scientifique et technique internationale: agir en laissant au bénéficiaire de la coopération la gloire de l'action et de ses résultats. Heureusement, les intellectuels tunisiens éclairés savaient dépasser ces faux-semblants avec scepticisme et humour pour être de vrais novateurs. Parmi ses nombreux amis, Dominique Chevallier compta en particulier Abdelwahab Bouhdiba, brillant et dynamique directeur du Centre d'études et de recherches économiques et sociales de l'Université de Tunis. Cette institution était installée dans un immeuble de l'entre-deux-guerres, à la limite de la vieille ville et à proximité du marché central, bel axe pour l'observation sociologique.

### Carrière universitaire en France
Élu et nommé au CNRS, Dominique Chevallier rentra à Paris en 1968. Il fut en même temps chargé de cours à l'Université de Paris III en 1969 et 1970, années de chaudes restructurations universitaires. En mai 1971, il soutint sa thèse de Doctorat d'État sur la société du mont Liban à l’époque de la révolution industrielle en Europe et il fut, pour ce travail, couronné par l'Académie des Sciences morales et politiques. Dès novembre 1971, à la demande d'Alphonse Dupront, président dont le pouvoir reposait sur une intelligence irradiante, il inaugura le séminaire qu'il dirigea jusqu'en 1997 à l'Université de Paris-Sorbonne (Paris IV). En 1976, il fut élu professeur dans cette Université. Il y créa et dirigea le Centre d'Histoire de l'Islam Contemporain dont les recherches furent vigoureusement soutenues par le CNRS.
Les années qui suivirent furent de grands moments d'épanouissement en compagnie des étudiants et des chercheurs qui travaillèrent sous sa direction, de tous les hommes et de toutes les femmes de talent qui participèrent à son séminaire, à ses problématiques, à ses analyses novatrices et à ses témoignages sur l'histoire du monde arabe et musulman contemporain. Les noms des plus pensants et des plus originaux se bousculent : d'Antoine Abdelnour à Nawaf Salam, de Elias Kattar à Issam Khalifeh, de Luc Deheuvels à Mohamed El Aziz Ben Achour, d'Ahmad Beydoun à Magued Mansy, d'Henri Nahoum à Tahar Djaziri, de Samir Moubarak à Louis Blin, d'Antoine Hokayem à Abd El Hadi Ben Mansour, de Farès Sassine à Asma Benslimane, de Henry Laurens à Frédéric Hitzel, de Samir Kassir à Catherine Mayeur-Jaouen, de Marlène Nasr à Anne-Claire de Gayffier-Bonneville, d'Assem Akram à Darwis Khudori, d'Alexandre Toumarkine à Anne-Laure Dupont et Tarek Dahroug, et tant et tant d'autres encore tels Thierry Fabre, Jean-François Legrain, Pierre-Jean-Luizard, Farouk Mardam-Bey, Nadine Méouchi. 
Des hommes politiques, des universitaires, des diplomates, des journalistes, des économistes apportèrent leurs visions et leurs expériences : Salah ed-Din Bitar, Raymond Eddé, Christian Pineau. Mohamed Masmoudi, Habib Chatti, Abdelaziz Bouteflika, Michel Jobert, Fadel Jamali, Ghassan Tuéni, Mohamed Mzali, Francis Gutmann, Edward Saïd, Alain Dejammet, Farouk Mardam-Bey, André Fontaine[Lequel ?], Dominique Eddé, Hoda Nasser, Éric Rouleau, Dominique Bromberger, Pierre Rocalve, Ghassan Salamé, Paul-Marie de la Gorce, Eugen Wirth, Antoine Ayoub, L. Carl Brown, François Georgeon, Hanna Jaber, Luc Barbulesco, Christian Lochon, Joseph Maïla, Nicolas Sarkis, et tant d'autres tel le prince héritier Hasan de Jordanie.
Des ouvrages collectifs dirigés par Dominique Chevallier diffusèrent ces recherches, ces idées, ces façons d'être nous par les autres : les Arabes par leurs archives ; l'Espace social de la ville arabe ; la Ville arabe dans l'Islam ; Renouvellements du monde arabe, 1952-1982 ; les Arabes, l'Islam et l'Europe ; les Arabes et l'histoire créatrice ; les Arabes du Message à l'Histoire. Il publia en outre Villes et travail en Syrie.
De Bagdad à Lomé, de Sanaa à Doha, de Rabat au Caire, de Tunis à Mascate, d'Alexandrie à Dakar, de Harvard à Princeton, de Caracas à Saint-Pétersbourg, d'Oxford à Rome, de Jadda au Hadramaout, d'Amman à Istanbul, d'Abou Dhabi à Astrakhan, de Riyad à Beyrouth…, Dominique Chevallier fut appelé à communiquer, correspondre, diriger. 
Fellow au Woodrow Wilson Center de Washington au début de 1981, il fut très amicalement guidé dans les méandres de la politique américaine par James Bellington, Sam Wells et François de Laboulaye. Ces missions enrichissaient les analyses que Dominique Chevallier donnait dans ses cours en Sorbonne. Il aimait retrouver le Liban et la Syrie, âme de l'Orient qui avait rencontré l'esprit de la France. Durant les épreuves que le Liban subit de 1975 à 1989, il se rendit chaque année dans ce pays où, par-delà tous les clivages, il comptait tant d'amis. Il poursuivit de longues conversations avec les présidents de la République successifs et avec les premiers ministres ; si l'ignoble assassinat du président René Moawad lui fit perdre un ami très estimé, il fut toujours réconforté par l'espérance qui rayonnait du Patriarche maronite, le cardinal Nasrallah Sfeir.
Dominique Chevallier a siégé au Conseil national de la recherche scientifique (CNRS), dans différents conseils de l'Université de Paris-Sorbonne (Paris IV) où il a été notamment chargé des relations avec les pays arabes et musulmans. Il a conseillé Georges Gorse lors de la création de l'Institut du monde arabe ; il en a présidé la Commission culturelle, puis a été nommé par le ministre des Affaires étrangères membre du Haut Conseil de cet Institut. Il a été vice-président du Cercle France-Pays Arabes que présidait Yves Guéna. Il est membre du Conseil d'administration de la Maison du Liban à la Cité Universitaire de Paris, et vice-président des Amis de l'Université française d'Égypte.
Professeur de classe exceptionnelle à l'Université de Paris-Sorbonne (Paris IV), il y est devenu Professeur émérite en 1997. Le XXIe siècle a inauguré une nouvelle ère de l'histoire humaine. Dominique Chevallier y est entré avec Orient d’encre. Entre guerres et pouvoirs, Sindbad-Actes Sud, 2003 ; et avec Vapeurs de sang. Le Moyen-Orient martyr, Sindbad-Actes Sud-Éditions du Nahar, 2008.

## Publications
- La société du mont Liban à l'époque de la révolution industrielle en Europe, Paris, Librairie Orientaliste Paul Geuthner, 1971[3]
- Les Arabes, l'Islam et l'Europe (avec André Miquel et Azzedine Guellouz), Paris, Flammarion, 1991
- Les Arabes : Du message à l'histoire (avec André Miquel et Mohamed El Aziz Ben Achour), Paris, Fayard, 1995[4]
- Orient d'encre : Entre guerres et Pouvoirs, Paris, Actes Sud, 2003

## Décorations
- Chevalier de la Légion d'honneur (France)
- Officier de l'ordre des Palmes académiques (France)
- Grand officier de l'ordre du Mérite national (Égypte)
- Commandeur de l'ordre national du Cèdre (Liban)
- Commandeur de l'ordre national du Mérite (Tunisie)[5]